# Gouvernement Raymond Poincaré (4)
Troisième République
Gouvernement Édouard Herriot II Gouvernement Raymond Poincaré V
Le quatrième gouvernement Raymond Poincaré  est un gouvernement français de la Troisième République qui a duré du  23 juillet 1926 au 6 novembre 1928. Le ralliement des radicaux à l'ancien Bloc national permet à Raymond Poincaré de disposer d'une forte majorité à la chambre, nommée Union nationale (422 députés et 72,63 % des sièges) pour appliquer son programme économique de déflation. Mais cette alliance symbolise de fait la fin du premier Cartel des gauches.

## Composition
| Portefeuille                                                                               | Titulaire | Titulaire                                      | Parti      |
| ------------------------------------------------------------------------------------------ | --------- | ---------------------------------------------- | ---------- |
| Président du Conseil                                                                       |           | Raymond Poincaré                               | PRDS, AD   |
| Ministres                                                                                  |           |                                                |            |
| Ministre des Affaires étrangères                                                           |           | Aristide Briand                                | PRSSF, PRS |
| Ministre des Finances                                                                      |           | Raymond Poincaré                               | PRDS, AD   |
| Ministre de la Guerre                                                                      |           | Paul Painlevé                                  | PRSSF, PRS |
| Ministre de la Justice                                                                     |           | Louis Barthou                                  | PRDS, AD   |
| Ministre de l'Instruction publique et des Beaux-Arts                                       |           | Édouard Herriot                                | PRRRS      |
| Ministre de l'Intérieur                                                                    |           | Albert Sarraut                                 | PRRRS      |
| Ministre de la Marine                                                                      |           | Georges Leygues                                | PRDS, AD   |
| Ministre de l'Air                                                                          |           | Laurent Eynac (à partir du 14 septembre 1928)  | RI         |
| Ministre du Commerce, de l'Industrie, des Postes et des Télégraphes et de l'aéronautique   |           | Maurice Bokanowski (jusqu'au 2 septembre 1928) | PRDS, AD   |
| Ministre du Commerce, de l'Industrie, des Postes et des Télégraphes et de l'aéronautique   |           | Henry Chéron (à partir du 14 septembre 1928)   | PRDS, AD   |
| Ministre des Travaux publics                                                               |           | André Tardieu                                  | PRDS, AD   |
| Ministre de l'Agriculture                                                                  |           | Henri Queuille                                 | PRRRS      |
| Ministre des Colonies                                                                      |           | Léon Perrier                                   | PRRRS      |
| Ministre du Travail, de l'Hygiène, de l'Assistance et des Prévoyances Sociales             |           | André Fallières (jusqu'au 1er juin 1928)       | RI         |
| Ministre du Travail, de l'Hygiène, de l'Assistance et des Prévoyances Sociales             |           | Louis Loucheur                                 | RI         |
| Ministre des Pensions                                                                      |           | Louis Marin                                    | FR         |
| Sous-secrétaires d’État                                                                    |           |                                                |            |
| Sous-secrétaire d’État au Travail, à l'Hygiène, à l'Assistance et aux Prévoyances Sociales |           | Alfred Oberkirch (à partir du 4 juin 1928)     | UPRNA      |

## Politique menée
Les lois du 5 avril 1928 et du 30 avril 1930 instituent pour les salariés titulaires d’un contrat de travail une assurance pour les risques maladie, maternité, invalidité, vieillesse et décès et la loi du 30 avril 1928 un régime spécial pour les agriculteurs.